# Flashback Croatia 1990
Flashback Croatia 1990 je hrvatski dokumentarni film iz 2015. godine redatelja Pavla Vranjicana o povijesnim kretanjima u kojima se rađala samostalna hrvatska država.
Film je autorovo sjećanje na 1990. godinu. Prikazuje ljude u autentičnom vremenu i prostoru. Vranjican ističe: "Nema sugovornika koji bi iz današnje perspektive govorili o tom vremenu jer ne volim naknadna svjedočenja, da netko iz današnje pozicije pametuje o događajima od prije 25 godina". Film sadrži dosta arhivske građe. Čine ju posebno vrijedni i kronološki poredani autorski video snimci kojima su se služile televizijske kuće HRT, TV Beograd, Novi Sad, RAI, BBC, WTN i TV Slovenija. Neki dijelovi snimaka nikad do ovog filma nisu bili prikazani ili su bili vrlo slabo obrađeni.
Viodeozapisi datiraju još od 1989. godine i svjedoče o povijesnim događajima koji su prethodili Domovinskom ratu za neovisnost i teritorijalnu cjelovitost zemlje. Obuhvaćana su događanja tijekom 1990. i 1991. koja detaljno prikazuju umiješanost SR Srbije i tadašnje beogradske politike na čelu sa Slobodanom Miloševićem u sva događanja kao i prikaz njihove političke manipulacije s dijelom Srba u Hrvatskoj. Film fotografijom i tonom skida, demaskira pojedince i organizacije, na vidjelo iznoseći njihove uloge u događajima 1990-ih.